# Alexander Carlisle
Alexander Montgomery Carlisle, PC, britansko-irski inženir in poslovnež * 8. julij 1854 Ballyamena, Severna Irska † 6. marec 1926 London, Združeno Kraljestvo.  
Carlisle je bil eden od delavcev in ladijskih arhitektov, ki so se v ladjedelnici Harland & Wolff ukvarjali z načrtovanjem treh največjih oceanskih ladij iz razreda Olympic, RMS Olympic, RMS Titanic in HMHS Britannic. Njegovo glavno področje odgovornosti pri načrtovanju in gradnji so bili ladijski varnostni sistemi, kot so neprepustna vrata in predelki, reševalni čolni ipd. Kot tajni svetnik je bil Carlisle znan, kot "Pravi častljiv".  
Carlisle je imel med delom na treh linijskih ladjah nekaj manjših sporov z Lordom Pirriejem glede števila reševalnih čolnov, potrebnih za tako velike ladje. Pirrie, predsednik ladjedelnice Harland & Wolff, je bil zadovoljen, da je bilo število reševalnih čolnov več, kot v skladu s pravili ladijske trgovine. Carlisle se je kmalu upokojil in z ladjedelništvom ni imel nič več stikov. Thomas Andrews, Pirrijev nečak, je bil takrat mojster ladjedelnice. Medtem, ko so nekateri sodobni dokumetarni filmi trdili, da se je Carlisle upokojil zaradi jeze, ker Pirrie ni sprejel svojih priporočil za reševalne čolne, se je najverjetneje upokojil zaradi zdravstvenih težav. Linijske ladje razreda Olympic so bile zadnje ladje, na katerih je Carlisle delal. 

## Življenje
Carlisle se je rodil v Ballymeni 8. julija 1854. Bil je najstarejši sin Johnna Carlisleja, direktorja kraljeve akademije v Belfastu. 
Carlisle se je v očetovi šoli učil do leta 1870, ko se je v 16. letu starosti pridružil ladjedelnici Harland & Wolff, kjer je bil vajenec. V tem obdobju je spoznal Williama Pirriea, ki se je pozneje, aprila 1879 poročil z Carlisleovo sestro Margaret. V svoji dolgi karieri v ladjedelnici je Alexander Carlisle zaporedoma zasedel položaje glavnega risarja, glavnega oblikovalca, vodje, generalni direktor itd.  
1884 se je v San Franciscu poročil z Američanko Edith Wooster. Skupaj sta imela enega sina in dve hčerki. Na koncu so se preselil v veliko hišo v Belfastu. 
Carlisle je bil eden od moških, ki so načrtovali tri ladje razreda Olympic: RMS Olympic, RMS Titanic in HMHS Britannic. Pri načrtovanju teh treh ladij je bil odgovoren za varnostne sisteme kot so neprepustna vrata, pregrade, in reševalni čolni. Poleg tega je uvedel namestitev novih dvigal za spuščanje reševalnih čolnov. Po več kot 40 letih delanja v ladjedelnici Harland & Wolff je Carlisle zapustil ladjedelnico in se pridružil podjetju Davit & Engineering Company Ltd., ki je proizvajal reševalne čolne in dvigala za spuščanje čolnov. 
Leta 1912 je Carlisle pričal pred preiskavo o potopu ladje Titanic.
Carlisle je bil od leta 1907 član tajnega sveta Irske z kraljem Edwardom VII., ki je služboval v gospodarski hiši z Williamom Pirrijem. Leta 1920 je med razpravo o irski samoupravi zapustil tajni svet. 
Alexander Carlisle je bil tudi močno zainteresiran in navdušen nad nemško kulturo, saj je na krovu nemških ladij opravil več čezatlantskih potovanj in le redko potoval na britanskih ladjah ali celo tistih, ki jih je sam načrtoval (npr. Carlisle ni nikoli potoval na nobeni ladji razreda Olympic). Njegovi pronemški pogledi so ga mnogokrat spravili v konflikt z Williamom Pirriejem in drugimi člani družbe; Carlisle se je tudi srečal in imel zvezo z nemškim cesarjem Willhelom II., ki se je poročil z eno od Carlisleovih hčerk. Wilhelm II. je večkrat trdil, da je bilo nemško pomorsko inženirstvo tako dobro kot britansko. 
Carlisleovo zdravje se je začelo slabšati leta 1920. Trpel je zaradi težav s pljuči in srcem. Do konca leta 1924 se je njegovo zdravje močno poslabšalo zaradi česar je od leta 1925 ostal v postelji na svojem domu. Medtem, ko je ostal v postelji se je njegovo zdravstveno stanje v naslednjih mesecih nekoliko izboljšalo. Vendar je Carlisle umrl 5. marca 1926 na svojem domu v Londonu, star 71 let. Njegov pogreb je potekal na pokopališču Greater London.  